# Маријан Приморац
Маријан Приморац (Бијача, код Љубушког, 3. април 1921 — Граднићи, код Читлука, 23. август 1946) био је учесник Народноослободилачке борбе и народни херој Југославије.

## Биографија
Рођен је 3. априла 1921. године у Бијачи, код Љубушког. Потицао је из сиромашне породице, па је као младић радио као надничар. Преко свог ујака Јуре Галића Великог прикључио се револуционарном радничком покрету, а од 1939. године је као симпатизер тада илегалне Комунистичке партије Југославије (КПЈ), учествовао у акцијама које је организовала партијска организације КПЈ из Љубушког. Између осталог, растурао је летке и брошуре међу сеоском омладином, па је због ових активност био хапшен уочи почетка Другог светског рата у Југославији.
После окупације, 1941. године укључио се у припреме оружаног устанка и учествовао у прикупљању оружја у свом крају. Заједно са групом омладинаца, који су били симпатизери КПЈ, организовао је растурање летака са првомајским прогласима Централног комитета КПЈ и Покрајинског комитета КПЈ за Босну и Херцеговину на црквеној свечаности и народном збору испред фрањевачког манастира у Хумцу, код Љубушког, који је организован 13. јуна 1941. године поводом Светог Антуна, односно прославе имендана усташког поглавника Анте Павелића. Већ следећег дана је био откривен и ухапшен. Под његовим утицајем, ухапшени чланови групе ништа нису признали на саслушању. Окарактерисан као вођа групе, Маријан је током истраге био подвргнут посебном мучењу — поломили су му прсте на ногама и рукама, али ништа није признао.
Новембра 1941. године, услед недостатка доказа цела група је била пуштена из усташког затвора. Убрзо након тога, са тројицом другова је извршио напад на усташе у свом селу, а у децембру 1941. године је ступио у партизане. Када је априла 1942. године била формирана Неретвљанска партизанска чета, Маријан је као истакнути борац био постављен за пушкомитраљесца. Истакао се у више борби и постао познат, не само у Херцеговини, већ и међу јужнодалматинским партизанима. Нарочито се истакао у борби против Италијана на Орелку, у околини Метковића, 24. јуна 1942. године, када је његова чета, после вишечасовне борбе, била присиљена да се повуче, а он је сам остао на положају и са пушкомитраљезом убио 35 непријатељских војника.
Крајем 1942. године је био постављен за водника у батаљону „Јосип Јурчевић”, који је био у саставу Прве далматинске ударне бригаде. Маја 1943. године је постављен за члана Среског комитета Савеза комунистичке омладине Југославије (СКОЈ) за Метковић, а августа исте године је постао политички комесар новоформиране Љубушке партизанске чете. Када је. 2. јула 1944. године био формиран Љубушки партизански батаљон, био је постављен за његовог политичког комесара. Због своје храбрости и популарности, успео је да у ову јединицу окупи велики број нових младих бораца из Љубушког и околине.
Након ослобођења Љубушког, новембра 1944. године био је постављен за команданта Команде места, а затим је био опуномоћеник Одељења за заштиту народа (ОЗН) у Љубушком срезу. Такође, био је члан Среског комитета КПЈ и члан Среског одбора Народноослободилаког фронта у Љубушком. Након ослобођења Југославије, као повереник Озне, заједно са јединицама Корпуса народне одбране Југославије (КНОЈ), учествовао је у уништавању остатака одметничких усташких банди у западној Херцеговини.
Погинуо је 23. августа 1946. године, приликом једне акције против остатака одметничких банди у селу Граднићи, код Читлука.
У току Народноослободилачког рата (НОР) погинула је његова рођена сестра Ружа (1924—1945), која је била секретар Окружног комитета СКОЈ-а за Љубушки, а убијена је 15. фебруара 1945. године у селу Студенци, код Љубушког.
Указом Президијума Народне скупштине Федеративне Народне Републике Југославије, 21. децембра 1951. године, проглашен је за народног хероја Југославије.